# Lopovi prve klase (2005.)
Lopovi prve klase, hrvatski dugometražni film iz 2005. godine.